# 排球紙
排球紙為撞球運動中可幫助將球排緊的器材，用來代替三角框，最早是由日本發明。
在撞球開局前，子球緊密排在球台一側的三角框內。傳統會用木製的三角框，但會有球排不緊的問題。因此日本發明了排球紙，在一些撞球比賽已經取代了三角框。
在開區時，會先放排球紙，再將球放入排球紙中，就可以將球排緊。但開區後，排球紙不會移除，因此會略為影響球的進行路徑。

## 延伸閱讀
- 巴哈姆特 新趨勢！撞球排球紙介紹 （页面存档备份，存于）
- 批踢踢實業坊 牌球紙和輪衝扼殺了觀眾的熱血!! （页面存档备份，存于）